# Stephen Rotluanga
Stephen Rotluanga CSC (* 8. Juni 1952 in Aizawl) ist ein indischer Ordensgeistlicher und römisch-katholischer Bischof von Aizawl.

## Leben
Stephen Rotluanga trat der Ordensgemeinschaft der Kongregation vom Heiligen Kreuz bei und empfing am 13. Dezember 1981 die Priesterweihe.
Papst Johannes Paul II. ernannte ihn am 2. Oktober 2001 zum Bischof von Aizawl. Der beigeordnete Sekretär der Kongregation für die Evangelisierung der Völker, Erzbischof Charles Asa Schleck CSC, spendete ihm am 2. Februar des nächsten Jahres die Bischofsweihe; Mitkonsekratoren waren Dominic Jala SDB, Erzbischof von Shillong, und Lumen Monteiro CSC, Bischof von Agartala. 